# Heimbürger
Heimbürger (auch Heimbürge oder Heimberger), das heißt „Schützer des Heims“, war im Mittelalter und der frühen Neuzeit die Bezeichnung für städtische oder dörfliche Amtsträger mit unterschiedlichen Funktionen. Der Begriff war vor allem im südlichen Deutschland (Pfalz, Mosel-, Rhein- und Maingebiet, Thüringen, Sachsen) und im Elsass gebräuchlich.

## Tätigkeit
Im dörflichen Bereich waren Heimbürger Amtsträger, die meist nicht (wie Schultheiß, Schulze oder Meier) vom Ortsherren, sondern von der Ortsgemeinde bestimmt wurden. Zu den Aufgaben des Heimbürgers gehörte vor allem die Verwaltung des Gemeindevermögens und die Entscheidung über die Nutzung der Allmende; oft nahm er auch die Aufgabe des Feld- und Flurrichters wahr, so nach Kapitel 34 des Mühlhäuser Reichsrechtsbuchs. Mancherorts fungierte er überhaupt als Vorsteher und Richter der Dorfgemeinde. In gewisser Hinsicht entsprach das Amt dann dem von der Bürgerschaft gewählten Bürgermeister in den Städten.
In den (ottonisch-)nassauischen Ländern wurde die Bezeichnung Heimberger im Sinne von „Ortsvorsteher“ verwendet – nicht zu verwechseln mit dem heutigen Amt des Ortsvorstehers. Für jede Gemeinde musste dort ein Heimberger bestellt werden, der jedoch nicht von den Einwohnern gewählt, sondern von der Obrigkeit ernannt wurde. Das Amt wurde 1536 eingeführt; 1609 wurden die Aufgaben detailliert beschrieben. Insbesondere oblag den Heimbergern das Eintreiben der Steuern für die Herrschaft.
In Eberbach am Neckar wurden jährlich zwei Heimberger als Vertreter der Stadt bestimmt, die die zu besteuernden Vermögen der Bürger aufnahmen und von den Viehbesitzern ihren Anteil am Hirtenlohn einzogen. Ihre Rolle erlosch vermutlich im Zuge der Reformen des frühen 19. Jahrhunderts mit der Begründung der kommunalen Autonomie.
In der mittelalterlichen Stadtverfassung kommt der Begriff für Amtsträger vor, die in Marktangelegenheiten zu entscheiden hatten und die Einhaltung des rechten Maßes überwachten. Auch städtische Boten, Rats- und Gerichtsknechte wurden mitunter Heimbürger genannt.